# Museum of Tolerance
Le Museum of Tolerance (MOT) est un musée multimédia situé à Los Angeles qui examine la question du racisme et de l'antisémitisme aux États-Unis et dans le monde. L'histoire de l'Holocauste y tient une place importante. Le musée est soutenu par le Centre Simon-Wiesenthal. Un premier musée a ouvert ses portes en 1993 et reçoit 350 000 visiteurs par an, dont un tiers d'enfants. Les expositions se basent sur des documents multimédias parmi lesquels des témoignages filmés des survivants du génocide juif.

## Collections
- Mauthausen
- Auschwitz
- Konzentrationslager Majdanek
- Anne Frank